# Thomas A. Carlin
Ne doit pas être confondu avec Thomas Carlin.
Thomas A. Carlin, né le 10 décembre 1928 et mort le 6 mai 1991 à New Rochelle, était un acteur américain du milieu du XXe siècle. Carlin était marié à l'actrice Frances Sternhagen et avait avec elle six enfants.